# Pallor mortis
Pallor mortis (do latim pallor, significando palidez, e mortis, morte) é o empalidecimento da pele que ocorre logo após a morte. Ocorre entre 15 e 25 minutos depois do óbito, sendo que nas pessoas de pele mais clara ocorre imediatamente. A palidez desenvolve-se tão rapidamente que tem pouco ou nenhum uso na determinação da hora da morte, sendo usada apenas para diagnóstico no caso do cadáver ser encontrado antes de decorridos 30 a 45 minutos após a morte.

## Causa
A pallor mortis é resultado do colapso sistêmico da circulação capilar. A gravidade faz com que o sangue afunde para as partes inferiores do corpo, criando o livor mortis.